# Лукачены
Лукачены (рум. Lucăceni, Лукэчень) — село в Фалештском районе Молдавии. Наряду с сёлами Хорешты и Унтены входит в состав коммуны Хорешты.

## География
Село расположено между сёлами Валя Русулуй и Горештына высоте 105 метров над уровнем моря.
В селе есть церковь, школа и лагерь для детей-сирот.

## Население
По данным переписи населения 2004 года, в селе Лукэчень проживает 385 человек (189 мужчин, 196 женщин).
Этнический состав села:
| Национальность | Число жителей | Процентный состав |
| -------------- | ------------- | ----------------- |
| молдаване      | 381           | 98.96             |
| русские        | 2             | 0.52              |
| украинцы       | 1             | 0.26              |
| прочие         | 1             | 0.26              |
| Всего          | 385           | 100 %             |